# 藤田研一
藤田 研一（ふじた けんいち、1959年3月18日 - ）は、日本の実業家。
シーメンスVDEO、シーメンスAG（ドイツ本社）、シーメンス日本法人代表取締役社長及び会長を経て、現K-BRIC&Associates,Ltd. 代表取締役 プリンシパル、ENECHANGE株式会社社外取締役を務め、現在は鳥居薬品株式会社監査等委員。
父は大阪大学名誉教授である経済学者、藤田晴。大阪府高槻市出身。

## 趣味
ジャズ演奏、ペインティング、アウトドア、旅行、読書

## 来歴・人物
- 1959年3月18日、大阪府高槻市において、二人兄弟の長男として誕生
- 1978年、大阪府立島上高等学校を卒業
- 1983年、関西大学社会学部卒業後[3]、アルプス電気を経てアルパイン国際本部勤務[4]
- 1987年　ドイツ法人Alpine Electronics GmbHへ赴任。経営企画マネージャー、取締役を歴任[5]
- 1997年、三和総合研究所（現三菱UFJリサーチ&コンサルティング 企業戦略部長兼プリンシパル[6]
- 2007年、シーメンス自動車部品子会社Siemens VDO 日本法人の代表取締役兼CEO[7]
- 2009年、Siemens AG（ドイツ本社）エナジーセクター 事業開発ダイレクター[8]
- 2011年、シーメンス株式会社 エナジーセクター代表 執行役員[9]
- 2017年、シーメンス株式会社 代表取締役社長兼CEO[10][11]
- 2020年、シーメンス株式会社 代表取締役会長[12]
- 2021年、K-BRIC ＆ Associates 代表取締役 プリンシパル
- 2021年、ENECHANGE株式会社 社外取締役[13]
- 2023年、株式会社アウトソーシング　独立役員
- 2024年、鳥居薬品株式会社　監査等委員
- 2021年、海外投融資財団 シニアフェロー
- 2019年～21年、在日ドイツ商工会議所 理事[14]
- 2017年～、経済同友会幹事、環境資源エネルギー委員会副委員長　2019年～、欧州・ロシア委員会副委員長[15]

## 主な著作
- 『日本人が外資系企業で働くということ』（ダイヤモンド社、2021年）
- 『グローバルビジネス重点戦略ノート』（ダイヤモンド社、2000年）
- 『戦略経営ハンドブック』（共著・中央経済社、2003年　）

## インタビュー・講演
- 日経新聞　2018.03　ジャズに感謝　藤田研一　https://www.nikkei.com/article/DGKKZO28166860V10C18A3BC8000/
- Japan Unix エレキ業界で今何が起きているのか。その真相、深層、生命線　https://www.japanunix.com/ipc/casestudy/siemens/
- 週刊ダイヤモンド　2018.11　IoT世界首位がウサギのGEではなく「カメのシーメンス」である理由　https://diamond.jp/articles/-/185376
- 日経テクノロジー　2017「デジタルツイン」でバリューチェーン全体を検証可能に　https://special.nikkeibp.co.jp/atcl/TEC/17/071100023/00003/
- ISSコンサルティング　2017　成長する企業のビジネス戦略　https://www.isssc.com/special/interview/biz/1950
- アジア経済ニュース　2017.08　外国企業の日本戦略シーメンス「デジタルに国境ない」https://www.nna.jp/news/show/1649099
- JAC 日本の電力市場のさらに先を指し示す未来像　http://www.jac-recruitment.jp/company/siemensjp/interview01.html
- MONOist　2019.09　イノベーションに対応するシーメンス、「ガス＆パワーの分社はその結果」https://monoist.itmedia.co.jp/mn/articles/1909/26/news054.html
- インプレス　2018.10　シーメンスのVision2020＋と日本における事業戦略　https://sgforum.impress.co.jp/article/4835?page=0%2C4
- 日経新聞　2018.10　シーメンス日本社長「ワンストップ提供」 発電事業再編　https://www.nikkei.com/article/DGXMZO50125080U9A920C1XA0000/
- IoT Technology 2017.11　基調講演　包括的なアプローチで製造業のデジタル化を推進　https://techfactory.itmedia.co.jp/tf/articles/1711/29/news006.html
- 東洋経済Plus　2019.11　工場のデジタル化支援に資源を集中する　https://toyokeizai.net/articles/-/569614?old_ref=
- ZDNet　2018.09　 IoT基盤「MindSphere」は後発でも着実に成長　https://japan.zdnet.com/article/35125203/
- JBpress 2020.03　Digital Innovation Forum 2020 講演 https://jbpress.ismedia.jp/articles/-/59791
- 東洋経済オンライン　2013.08　シーメンスが描く､再生エネルギーの展望　https://toyokeizai.net/articles/-/17107
- 電気新聞　デジタル化がもたらす大変革　https://www.denkishimbun.com/special/20170131_001
- MONOist 2018.09　マインドスフィアは導入が本格化、3つの戦略で普及を目指す　https://monoist.itmedia.co.jp/mn/articles/1809/07/news073.html
- マイナビニュース　2017.09　日本国内で産業用IoT基盤の販売を拡大 - デジタル事業を推進　https://news.mynavi.jp/techplus/article/20170912-a254/
- 日経新聞　2020.06　日本の電力事業を分社化、新体制に移行　https://www.nikkei.com/article/DGXMZO60623840S0A620C2XA0000/
- J-Wave step one 2017.04　日本企業の新陳代謝に必要な3つのキーワード 　https://newspicks.com/news/1807950/body/
- 日経XTECH 　2019.04　「サイバー攻撃から100万社を守る」https://xtech.nikkei.com/atcl/nxt/column/18/00001/02058/?ST=nxt_thmdm_edaonlinen_cidnbpnxt_twbn
- 日経XTECH　エネルギー利用効率向上を徹底支援　https://special.nikkeibp.co.jp/atclh/NXT/19/rohm0201/
- IOT　2018.09　シーメンスのVision2020+戦略　https://iotnews.jp/archives/106797
- 日経ビジネス　再生可能エネルギーの主力電源化　https://special.nikkeibp.co.jp/atclh/NBO/18/renovainc1001/p2/
- 海外投融資情報財団　日独の比較を通じて、みえてくる“企業の競争力向上のヒント”　https://www.joi.or.jp/modules/downloads_open/index.php?page=visit&cid=25&lid=2354
- Tokyo Japan Dale Carnegie TV Japan's Top Business Interviews https://www.youtube.com/watch?v=EM9DcQRqJew&t=441s
- TDS　Digital Convention 社会インフラや産業領域のO＆Mに求められるデジタル化とは？（前編）https://www.global.toshiba/jp/company/digitalsolution/articles/digicon/2021/36.html
- TDS　Digital Convention 社会インフラや産業領域のO＆Mに求められるデジタル化とは？（後編）https://www.global.toshiba/jp/company/digitalsolution/articles/digicon/2021/37.html
- JBpress ここがおかしい！日本企業の「間違いだらけのDX」https://jbpress.ismedia.jp/articles/-/67147